# Тумлейка
Тумлейка (рос. Тумлейка) — присілок в Вознесенському районі Нижньогородської області Російської Федерації.
Населення становить 20 осіб. Входить до складу муніципального утворення Кріушинська сільрада.

## Історія
Від 2004 року входить до складу муніципального утворення Кріушинська сільрада.

## Населення
| 1999 | 2002 | 2010 |
| ---- | ---- | ---- |
| 54   | ↘41  | ↘20  |